# 潜水服は蝶の夢を見る
『潜水服は蝶の夢を見る』（せんすいふくはちょうのゆめをみる、原題: Le Scaphandre et le Papillon『潜水鐘と蝶』 英題: The Diving Bell and the Butterfly）は、ジャン＝ドミニック・ボービーの回顧録、及びそれを原作としたフランス映画。

## 概要
1995年12月8日、ファッション誌ELLEフランスの編集長である43歳のジャン＝ドミニック・ボービーは脳梗塞を患った。20日に渡る昏睡状態から目覚めると、閉じ込め症候群と呼ばれる意識と記憶は正常だが全身が麻痺した意識障害に陥っていた。ボービーは言語療法士や友人の力を借り、かろうじて動かせる左目のまばたきによって意思疎通を行ない、1冊の本を書き上げた。20万回のまばたきによって綴られた回顧録は1997年にフランスで出版され、ボービーは本の出版から2日後の3月9日に感染症によって亡くなった。出版後、本は初日だけで2万5000部を売り上げ、最終的に数百万部を発行するベストセラーとなった。

## 映画

### キャスト
役名：俳優（ソフト版吹き替え）
- ジャン＝ドミニック・ボービー（愛称：ジャンドー、主人公）：マチュー・アマルリック（吹替：てらそままさき）
- セリーヌ・デスムーラン（ボービーの子供たちの母）：エマニュエル・セニエ（吹替：西海真理）
- アンリエット・デュラン（言語聴覚士）：マリ＝ジョゼ・クローズ（吹替：岡寛恵）
- クロード・マンディビル（口述筆記者）：アンヌ・コンシニ（吹替：松熊つる松）
- パピノ（ジャン＝ドミニック・ボービーの父）：マックス・フォン・シドー（吹替：大木民夫）
- ルパージュ（医師）：パトリック・シュネ
- マリー・ロペス（理学療法士）：オラル・ロペス・ヘルメンディア
- リュシアン神父／ルルド売店の店主：ジャン＝ピエール・カッセル
- ジョゼフィーヌ（信心深い元恋人）：マリナ・ハンズ
- ローラン：イザック・ド・バンコレ
- ウジェニー皇后（ナポレオン3世妃）：エマ・ドゥ・コーヌ
- ピエール・ルッサン（ハイジャック後人質になった乗客）：ニエル・アレストリュプ

### スタッフ
- 監督：ジュリアン・シュナーベル
- 製作：キャスリーン・ケネディ、ジョン・キリク
- 製作総指揮：ジム・レムリー
- 脚本：ロナルド・ハーウッド
- 撮影：ヤヌス・カミンスキー
- 編集：ジュリエット・ウェルフィング
- 美術：ミシェル・エリック、ローレン・オット
- 音楽：ポール・カンテロン
- 衣装デザイン：オリヴィエ・ペリオ

### 制作
ジャン＝ドミニック・ボービーの没後、回顧録の著作権は彼の未成年の子供たちが相続し、母親（ボービーとは結婚していない）で実業家のシルビー・デ・ラ・ロシュフコーが子供たちの代理人を務めることになった。ロシュフコーはCanal+の傘下でJimmyというチャンネルを運営する経営者でもあった。
映画化権は出版社のÉditions Robert Laffontからスティーヴン・スピルバーグとドリームワークスに売却され、レインマンでアカデミー賞を受賞したロナルド・バスが脚本を手掛けることになった。その後映画の制作はドリームワークスからパテに移り、数多くのスピルバーグ作品を手掛けてきたキャスリーン・ケネディがプロデュースすることになった。ケネディはロナルド・ハーウッドに脚本の書き直しを依頼し、監督にジュリアン・シュナーベルを起用した。
当初はジョニー・デップが主演を務めるアメリカ映画として制作される予定だったが、デップがパイレーツ・オブ・カリビアンの撮影スケジュールとの兼ね合いで降板。その後シュナーベルはボービーの人生と物語に忠実に向き合うため、フランス語で制作するようスタジオを説得し、スピルバーグのミュンヘンに出演した経験のあるマチュー・アマルリックがボービー役に起用された。撮影はシンドラーのリストやプライベート・ライアンでスピルバーグと長年コンビを組んできたヤヌス・カミンスキーが担当し、ボービーが実際に最期を過ごしたベルク海事病院でロケーション撮影が行われた。

### 史実との違い
- 闘病中にボービーが周囲に死にたいと伝えたことは一度もなかった。
- 実生活ではボービーには2人の子供がいた。監督のシュナーベルは候補に残った子役を2人に絞ることができず、子供たちの母親であるロシュフコーの許可を得て劇中に3人の子供たちが登場することになった。
- 劇中ではボービーの子たちの母親であるセリーヌが精力的に見舞いに訪れ、それとは反対に現在の恋人のイネスは一度も病院に現れようとしない。しかし実際はセリーヌのモデルとなったロシュフコーはボビーと疎遠のままであり、彼の恋人でELLEフランスの編集者だったフローランス・ベン・サドゥンが献身的に寄り添いながらボービーを支え、小説を書き上げることを手伝った。彼女がボービーを看取ったとき、ロシュフコーは恋人と共にアメリカにいた。これらが原作となった回顧録にはないフィクションであることと、ロシュフコーが映画の制作に深く関わっていたことから、ザ・ニューヨーカーは彼女をコラムで「偽の未亡人」(“The False Widow”)と批判した。ガーディアンによると、フローランスの同僚であったヴァレリー・トラニアンはこれらの描写を理由にオフィスでの撮影を拒み、ELLEフランスはこの映画を批評しなかった。
- エピローグによればボービーは出版後の10日後に死去したことになっているが、実際は2日後に亡くなった。

### 公開
- 2007年5月22日に第60回カンヌ国際映画祭で上映。
- 5月23日にフランスとベルギーで公開。
- 日本では2007年10月25日に第20回東京国際映画祭の特別招待作品として上映。
- 2008年2月9日にアスミック・エース配給で公開。

### 主な受賞
- カンヌ国際映画祭：監督賞（ジュリアン・シュナーベル）
- ヴェネツィア国際映画祭：グッチ・グループ賞
- サン・セバスチャン国際映画祭：ヨーロッパ映画賞
- AFI映画祭：観客賞
- ナショナル・ボード・オブ・レビュー：外国語映画賞
- クリティクス・チョイス・アワード：外国語映画賞
- ロサンゼルス映画批評家協会賞：撮影賞（ヤヌス・カミンスキー）
- ボストン映画批評家協会賞：監督賞（ジュリアン・シュナーベル）、撮影賞（ヤヌス・カミンスキー）、外国語映画賞
- ニューヨーク・オンライン映画批評家協会賞：作品賞
- ワシントンDC映画批評家協会賞：外国語映画賞
- シカゴ映画批評家協会賞：撮影賞（ヤヌス・カミンスキー）、外国語映画賞
- サンフランシスコ映画批評家協会賞：外国語映画賞
- ブロードキャスト映画批評家協会賞：作品賞、監督賞（ジュリアン・シュナーベル）、外国語映画賞
- EDA賞：編集賞、外国語映画賞、年間優秀女性賞（キャスリーン・ケネディ）
- ラスヴェガス映画批評家協会賞：外国語映画賞
- セントルイス映画批評家協会賞：外国語映画賞
- フロリダ映画批評家協会賞：外国語映画賞
- オクラホマ映画批評家協会賞：外国語映画賞
- ヒューストン映画批評家協会賞：外国語映画賞
- カンザスシティ映画批評家協会賞：監督賞（ジュリアン・シュナーベル）、外国語映画賞
- オンライン映画批評家協会賞：外国語映画賞
- リュミエール賞：作品賞、主演男優賞（マチュー・アマルリック）
- ゴールデングローブ賞：監督賞（ジュリアン・シュナーベル）、外国語映画賞
- セザール賞：主演男優賞（マチュー・アマルリック）
- 映画館大賞「映画館スタッフが選ぶ、2008年に最もスクリーンで輝いた映画」第24位